# 仙台市警察部
仙台市警察部（せんだいしけいさつぶ）は、宮城県警察が警察法第52条に基づき仙台市に設置している部門（市警察部）。同条では「指定市の区域内における道府県警察本部の事務を分掌させるため、当該指定市の区域に市警察部を置く。」と定められており、政令指定都市である仙台市に設置されている。ノンキャリアのベテラン警視長が就く最高ポストである総務部長が、仙台市警察部長を兼務している。

## 警察署
- 仙台中央警察署
- 仙台南警察署
- 仙台北警察署
- 仙台東警察署
- 泉警察署
- 若林警察署